# Oscarella
Oscarella is een geslacht van sponsdieren uit de klasse van de Homoscleromorpha.

## Soorten
- Oscarella balibaloi Pérez, Ivanisevic, Dubois, Pedel, Thomas, Tokina & Ereskovsky, 2011
- Oscarella bergenensis Gazave, Lavrov, Cabrol, Renard, Rocher, Vacelet, Adamska, Borchiellini & Ereskovsky, 2013
- Oscarella carmela Muricy & Pearse, 2004
- Oscarella cruenta (Carter, 1876)
- Oscarella imperialis Muricy, Boury-Esnault, Bézac & Vacelet, 1996
- Oscarella kamchatkensis Ereskovsky, Sanamyan & Vishnyakov, 2009
- Oscarella lobularis (Schmidt, 1862)
- Oscarella malakhovi Ereskovsky, 2006
- Oscarella membranacea Hentschel, 1909
- Oscarella microlobata Muricy, Boury-Esnault, Bézac & Vacelet, 1996
- Oscarella nathaliae Ereskovsky, Lavrov & Willenz, 2014
- Oscarella nicolae Gazave, Lavrov, Cabrol, Renard, Rocher, Vacelet, Adamska, Borchiellini & Ereskovsky, 2013
- Oscarella nigraviolacea Bergquist & Kelly, 2004
- Oscarella ochreacea Muricy & Pearse, 2004
- Oscarella rubra (Hanitsch, 1890)
- Oscarella stillans Bergquist & Kelly, 2004
- Oscarella tenuis Hentschel, 1909
- Oscarella tuberculata (Schmidt, 1868)
- Oscarella viridis Muricy, Boury-Esnault, Bézac & Vacelet, 1996